# Microcosmos y macrocosmos

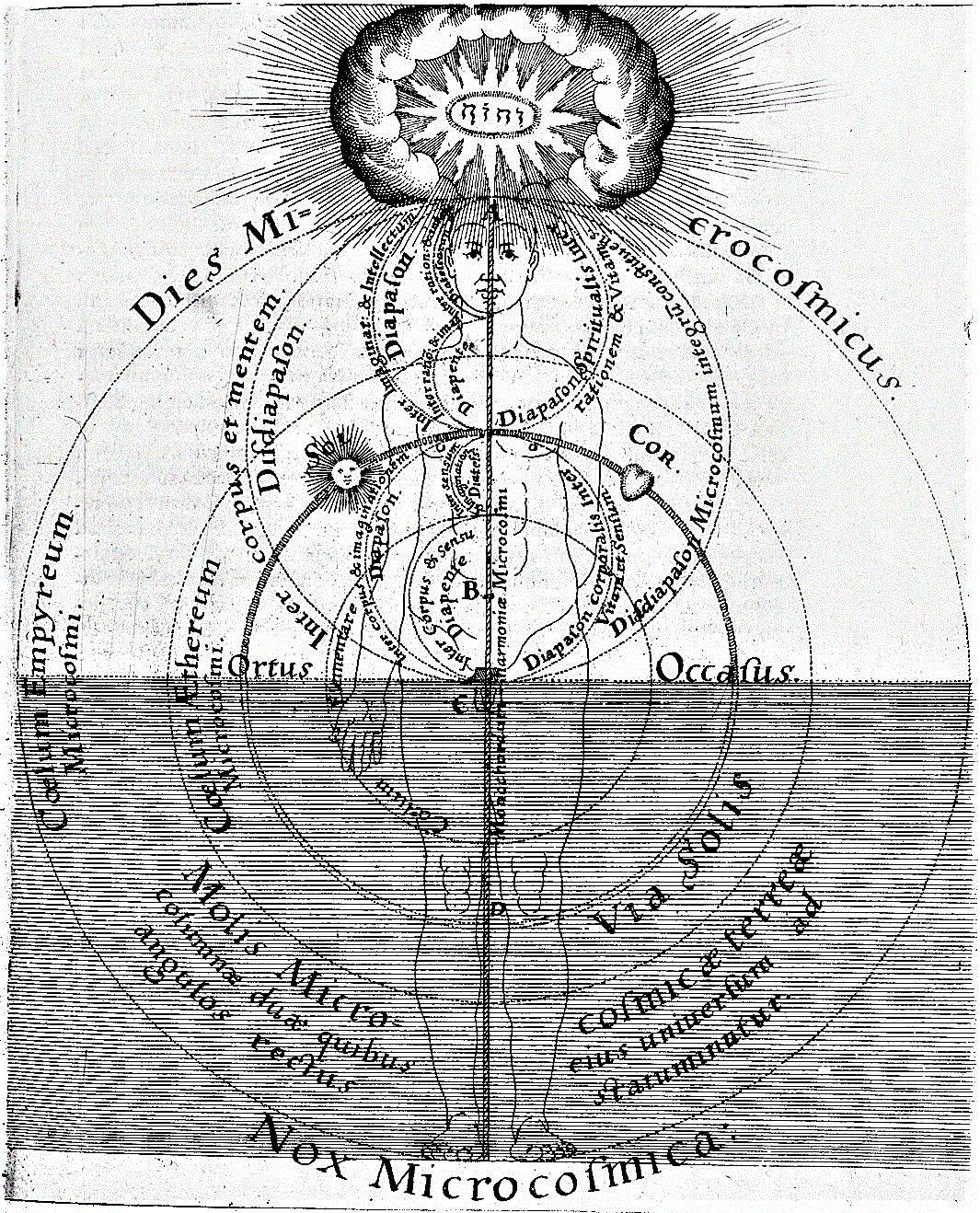
Ilustración de la analogía entre el cuerpo humano y un cosmos geocéntrico: la cabeza es análoga al cœlum empyreum, más cercano a la luz divina de Dios; el pecho al cœlum æthereum, ocupado por los planetas clásicos (donde el corazón es análogo al sol); el abdomen al cœlum elementare; las piernas a la masa terrosa oscura (molis terreæ) que sostiene este universo.

La analogía microcosmos-macrocosmos se refiere a una visión holística que postulaba una similitud estructural entre el ser humano (el microcosmos, es decir, el «orden pequeño» o el «pequeño universo») y el cosmos en su conjunto (el macrocosmos, es decir, el «gran orden» o el «gran universo»). Dada esta analogía fundamental, las verdades sobre la naturaleza del cosmos en su conjunto pueden inferirse de las verdades sobre la naturaleza humana, y viceversa.
Entiéndase al microcosmos como aquello que es cercano a lo terrenal, es decir, a lo que lo afecta directamente a los individuos, mientras que el macrocosmos busca entender al cosmos como totalidad, donde no solo lo humano es importante, sino también todo lo que trasciende de él, como lo es averiguar el origen y la esencia de las cosas.
Un corolario importante de la analogía microcosmos-macrocosmos es que se puede considerar que el cosmos como un todo que está vivo y, por lo tanto, tiene una mente o alma (el Anima mundi), una posición propuesta por Platón en su Timeo. Además, a menudo se pensaba que esta mente o alma cósmica era divina, sobre todo por los estoicos y aquellos que fueron influenciados por ellos, como los autores de los Hermetica. Por lo tanto, a veces se infirió que la mente o el alma humanas también eran de naturaleza divina.
Aparte de esta importante aplicación psicológica y noética (es decir, relacionada con la mente), la analogía también se aplicó a la fisiología humana. Por ejemplo, las funciones cosmológicas de los siete planetas clásicos se tomaron a veces como análogas a las funciones fisiológicas de los órganos humanos, tales como el corazón, el bazo, el hígado, el estómago, etc.
El punto de vista en sí es antiguo y se puede encontrar en muchos sistemas filosóficos en todo el mundo, como por ejemplo en la antigua Mesopotamia, en el antiguo Irán o en la antigua filosofía china. Sin embargo, los términos microcosmos y macrocosmos se refieren más específicamente a la analogía tal como se desarrolló en la filosofía griega antigua y sus descendientes medievales y principios de la época moderna.
En el uso contemporáneo, los términos microcosmos y macrocosmos también se emplean para referirse a cualquier sistema más pequeño que sea representativo de uno más grande, y viceversa.

## Historia

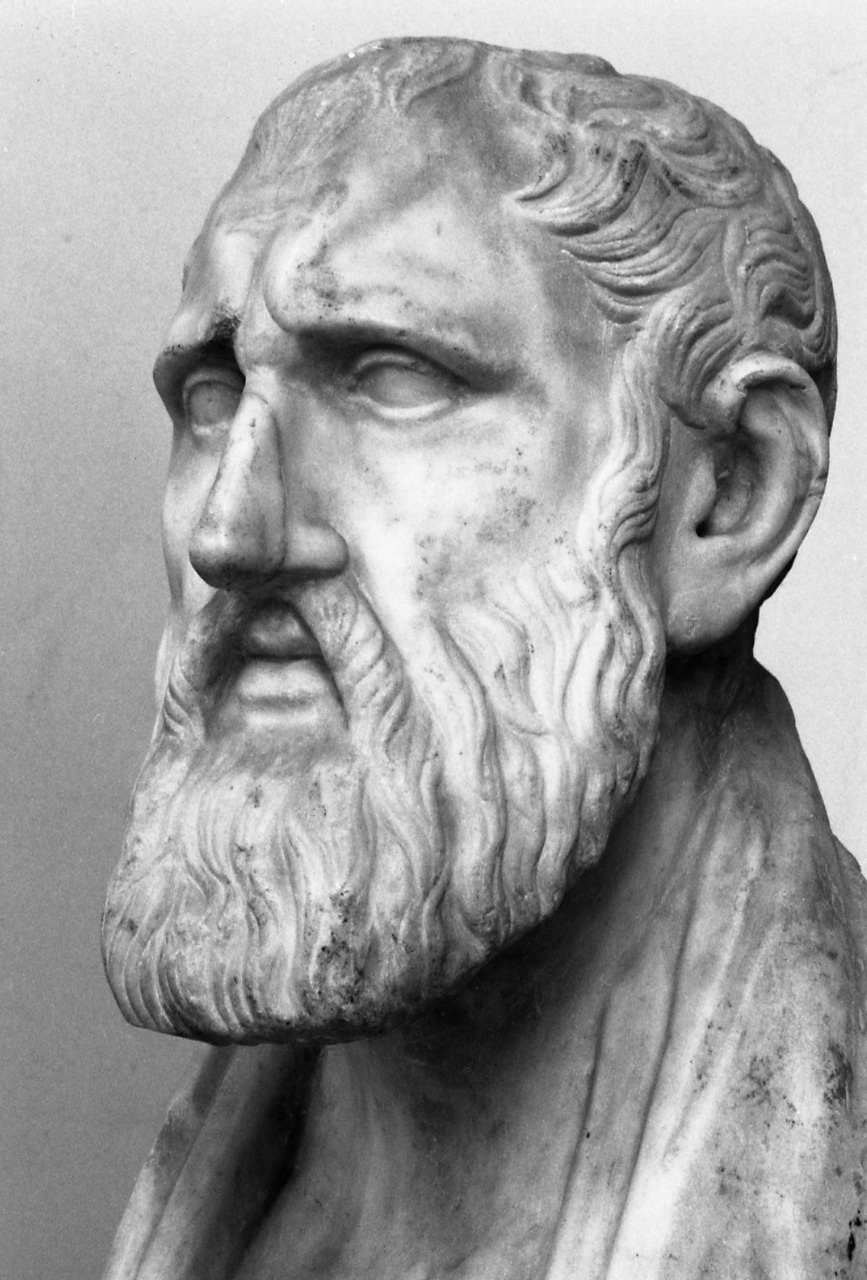
Zenón de Citio (c. 334-262 a. C.), fundador de la escuela de filosofía estoica.

### Antigüedad
Entre los filósofos griegos antiguos y la filosofía helenística, los defensores notables de la analogía microcosmos-macrocosmos incluyeron Anaximandro (c. 610-c. 546 a. C.), Platón (c. 429 o 427-c. 348 a. C.), los autores hipocráticos (finales del siglo V o principios del IV a. C. y en adelante), y los estoicos (siglo III a. C. en adelante). En períodos posteriores, la analogía fue especialmente prominente en las obras de aquellos filósofos que fueron fuertemente influenciados por el pensamiento platónico y estoico, como Filón de Alejandría (c. 20 a. C.-c. 50 d. C.), los autores del hermetismo griego temprano (c. 100 a. C.-c. 300 d. C.) y los neoplatónicos (siglo III d. C. en adelante). La analogía también se empleó en la literatura religiosa desde una antigüedad tardía, como en el Bundahishn, una obra enciclopédica zoroastrista, o en el texto rabínico temprano llamado el Avot de Rabí Natán.

### Edad Media
La filosofía medieval estaba generalmente dominada por Aristóteles, quien a pesar de haber sido el primero en acuñar el término «microcosmos», había postulado una diferencia fundamental e insuperable entre la región debajo de la luna (el mundo sublunar, que consta de cuatro elementos) y la región por encima de la luna (el mundo superlunar, que consta de un quinto elemento). Sin embargo, la analogía microcosmos-macrocosmos fue adoptada por una amplia variedad de pensadores medievales que trabajaban en diferentes tradiciones lingüísticas: el concepto de microcosmos se conocía en árabe como ʿālam ṣaghīr , en hebreo como olam katan y en latín como microcosmus o minor mundus. La analogía fue elaborada por alquimistas como los que escribieron bajo el nombre de Jabir ibn Hayyan (c. 850-950 d. C.), por los filósofos anónimos chiitas conocidos como los Ikhwān al-Ṣafāʾ (‘Los Hermanos de la Pureza’, c. 900-1000), por teólogos y filósofos judíos como Isaac israeli (c. 832-932), Saadia Gaon (882/892-942), Ibn Gabirol (siglo XI) y Yehudah Halevi (c. 1075-1141), por  monjes victorinos como Godofredo de San Víctor (nacido en 1125, autor de un tratado llamado «Microcosmos»), por el místico andalusí Ibn Arabi (1165-1240), por el cardenal alemán Nicolás de Cusa (1401-1464), y por muchos otros.

### Renacimiento

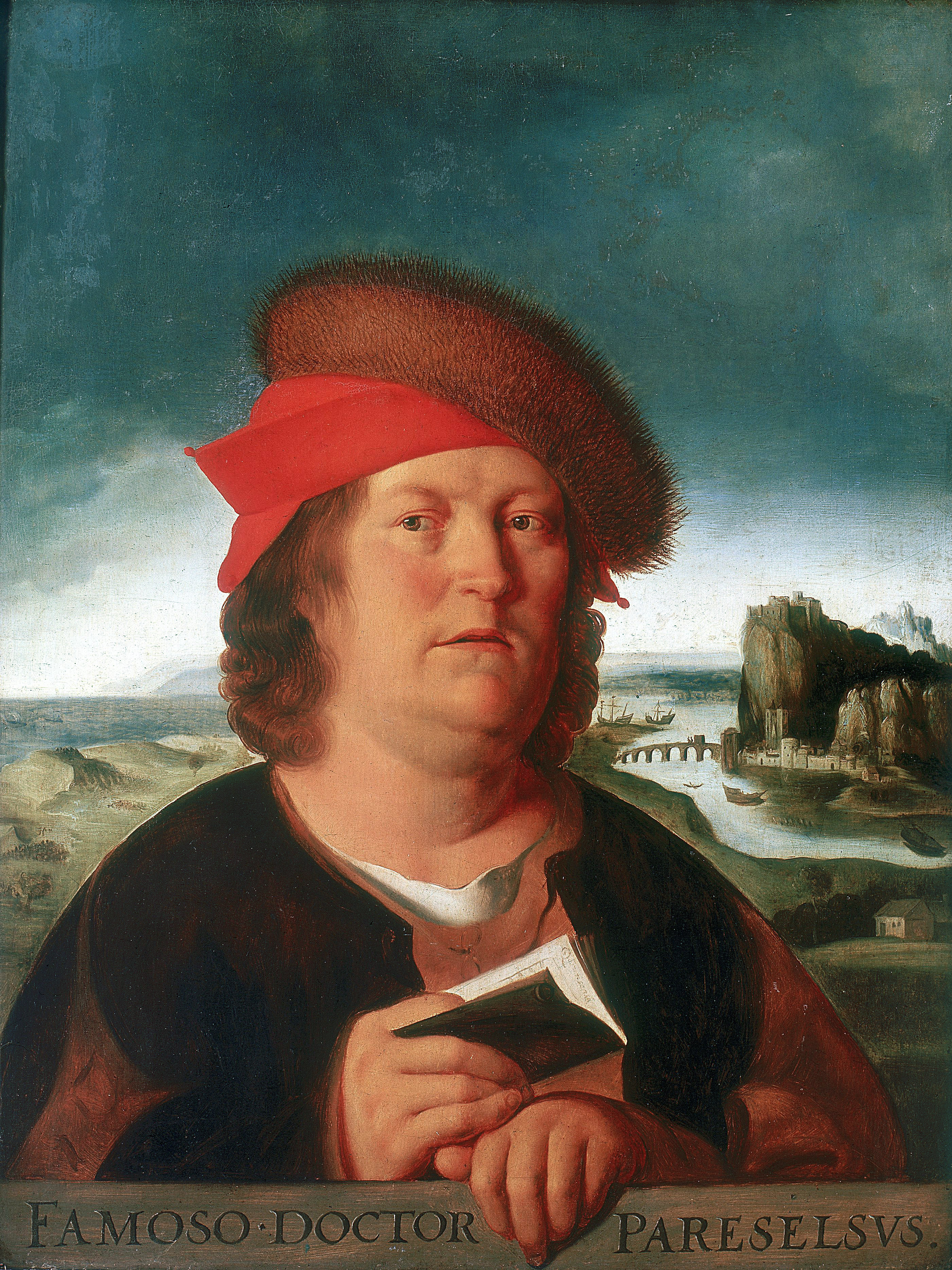
Paracelso (1494-1541).

El resurgimiento del hermetismo y el neoplatonismo en el Renacimiento, los cuales habían reservado un lugar prominente para la analogía microcosmos-macrocosmos, también condujo a un marcado aumento en la popularidad de esta última. Algunos de los proponentes más notables del concepto en este período incluyen Marsilio Ficino (1433-1499), Heinrich Cornelius Agrippa (1486-1535),  Francesco Patrizi (1529-1597), Giordano Bruno (1548-1600) y Tommaso Campanella (1568-1639). También fue fundamental para las nuevas teorías médicas propuestas por el médico suizo Paracelso (1494-1541) y sus numerosos seguidores, más notablemente Robert Fludd (1574-1637). Andreas Vesalius (1514-1564) en su texto de anatomía De fabrica, escribió que el cuerpo humano «en muchos aspectos se corresponde admirablemente al universo y por esa razón fue llamado el pequeño universo de los antiguos».

## En el Judaísmo
Las analogías entre microcosmos y macrocosmos se encuentran a lo largo de la historia de la filosofía judía. Según esta analogía, existe una similitud estructural entre el ser humano (el microcosmos; en hebreo עולם קטן, Olam katan, es decir, el pequeño universo) y el cosmos en su conjunto (el macrocosmos).
La idea fue elaborada por el filósofo judío Filón de Alejandría (c. 20 a. C.-50 d. C.), que la adoptó de la antigua filosofía griega y helenística. También se encuentran ideas similares en la literatura rabínica primitiva. En la Edad Media, la analogía se convirtió en un tema destacado en las obras de la mayoría de los filósofos judíos.

### Literatura rabínica
En el Avot de Rabí Natán (compilado hacia 700-900 d. C.), las partes humanas se comparan con partes pertenecientes al mundo más amplio: el cabello es como un bosque, los pulmones como el viento, los lomos como consejeros, el estómago como un molino, etc.

### Edad Media
La analogía microcosmos-macrocosmos era un tema común entre los filósofos judíos medievales, al igual que entre los filósofos árabes que eran sus coetáneos. Especialmente influyentes con respecto a la analogía microcosmos-macrocosmos fueron las Epístolas de los Hermanos de la Pureza, una obra enciclopédica escrita en el siglo X por un grupo anónimo de filósofos chiíes. Las Epístolas llegaron a la España islámica muy pronto, de la mano del erudito en hadices y alquimista Maslama al-Qurṭubī (fallecido en 964), y fueron de gran importancia para filósofos judíos españoles como Bahya ibn Paquda (c. 1050-1120), Yehudah Halevi (c. 1075-1141), Joseph ibn Tzaddik (fallecido en 1149) y Abraham ibn Ezra (c. 1090-1165)
Sin embargo, la analogía ya era utilizada por filósofos judíos anteriores. En su comentario sobre el Sefer Yetzirah (‘Libro de la Creación’), Saadia Gaon (882/892-942) propuso una serie de analogías entre el cosmos, el Tabernáculo y el ser humano. Saadia fue seguido en esto por varios autores posteriores, como Bahya ibn Paquda, Yehudah Halevi y Abraham ibn Ezra.
Mientras que la aplicación fisiológica de la analogía en la obra rabínica Avot de Rabí Natán era aún relativamente simple y tosca, Bahya ibn Paquda y Joseph ibn Tzaddik (en su Séfer ha-Olam ha-Katan, ‘Libro del microcosmos’) dieron versiones mucho más elaboradas de esta aplicación, comparando ambos las partes humanas con los cuerpos celestes y otras partes del cosmos en general.
La analogía fue vinculada al antiguo tema del «conócete a ti mismo» (en griego: γνῶθι σεαυτόν, gnōthi seautón) por el médico y filósofo Isaac Israeli (c. 832-932), quien sugirió que, conociéndose a sí mismo, el ser humano puede llegar a conocer todas las cosas. Este tema del autoconocimiento volvió a aparecer en las obras de Joseph ibn Tzaddik, quien añadió que, de este modo, el ser humano puede llegar a conocer a Dios por sí mismo. El macrocosmos también fue asociado a lo divino por Yehudah Halevi, que veía a Dios como el espíritu, el alma, la mente y la vida que animan el universo, mientras que, según Maimónides (1138-1204), la relación entre Dios y el universo es análoga a la relación entre el intelecto y el ser humano.

## En la sabiduría oriental

Yin y yang en el símbolo del taijitu.

Al igual que la sabiduría occidental, la sabiduría oriental era consciente de la relación oculta entre microcosmos y macrocosmos, que representaba en particular en el símbolo del Taijitu, donde los dos aspectos opuestos del Tao, pintados en blanco y negro, se complementan entre sí no sólo a nivel macrocósmico general, sino que ellos mismos contienen a su vez un punto del principio opuesto, reproduciendo en pequeña medida la polaridad mayor, que por tanto se repite hasta el infinito.

En este sentido, los taoístas siguieron un camino seguido mucho más tarde por los inventores de la computadora. Partiendo, por un lado, del mundo de las diez mil cosas, su peculiar expresión para la infinita multiplicidad de formas externas, y por otro, del Unidad o  Tao, reconocieron la necesidad de un nivel intermedio entre la multiplicidad y la Unidad. Y lo sabían bien: cuando la Unidad se materializa nace la polaridad y con ella el Yin y el Yang. Por lo tanto, representaban el Yin mediante una línea discontinua y el Yang mediante una línea continua.
Rüdiger Dahlke, Le leggi del destino, trad. it., Mediterranee, 2012, p. 233.

Al combinar aún más el yin y el yang en dos pares de trigramas, los taoístas llegaron a definir un sistema de sesenta y cuatro combinaciones, descritas en el hexagrama (I-Ching), o Libro de los Cambios, que proporcionan los patrones universales o arquetipos de toda la creación. que se repiten en todos los niveles, tanto en lo infinitamente grande como en lo infinitamente pequeño.

## En el Romanticismo
El Romanticismo medió y retomó, a través de la mónada leibniziana, y de otras tradiciones mágico-alquímicas más ocultas, la antigua representación del principio por el cual la misma complejidad que se encuentra en el macrocosmos se encuentra en cada parte más pequeña que lo constituye, es decir, en el mismo microcosmos. A Goethe se le debe, en particular, el resurgimiento de los temas herméticos, que de forma clandestina continuaron ejerciendo su influencia hasta el siglo XVIII. En el estudio de la naturaleza, Goethe encuentra el predominio de dos fuerzas: una de sístole, es decir, de contracción en una entidad individual (microcosmos), y otra de diástole, es decir, de expansión ilimitada (macrocosmos); consciente de su correspondencia, siempre trató de descifrar los fenómenos de la naturaleza en los términos anímicos del sentimiento humano y viceversa, como en su Teoría de los colores, donde, a diferencia del reduccionismo newtoniano, explicaba el mundo a través del hombre, y el hombre a través del mundo. Por ejemplo, estableció una analogía entre el ojo y el sol, siguiendo un eco plotiniano:

Wär' nicht das Auge sonnenhaft, 
 wie könnten wir das Licht erblicken? 
 Lebt' nicht in uns des Gottes eigne Kraft, 
 wie könnt' uns Göttliches entzücken?
Si el ojo no fuera como el Sol, 
 ¿cómo podríamos ver la luz? 
 Si la propia fuerza de Dios no viviera dentro de nosotros, 
 ¿cómo podría lo divino cautivarnos?
Johann Wolfgang von Goethe, Teoría de los colores, 1810.

A nivel filosófico, Schelling interpretó la relación entre lo grande y lo pequeño en términos de polaridad. El Uno, de hecho, ejerciendo su actividad en un dualismo Espíritu/Naturaleza que impregna toda la realidad, permaneciendo al mismo tiempo por encima de ella, establece una relación dialéctica con lo múltiple que se repite en todos los niveles, replicando ad infinitum la relación existente entre el Todo y su parte. Uno y múltiple son dos polos opuestos pero complementarios, cada uno de los cuales no puede existir sin el segundo, y de los cuales uno es la potencia del otro. La peculiaridad de estas dos fuerzas antitéticas (+/-) consiste en que la positiva (atracción) configura la realidad como Uno, mientras que la negativa (repulsión) la configura como múltiple y polarizada, de modo que cada polo a su vez se convertirá en la unión de un «+» y un «-», en una escala gradualmente descendente. El Uno se encuentra en los muchos, y los muchos son infinitas facetas del Uno.

## En la Edad Contemporánea
A pesar de la separación entre ciencia y teología, con la exclusión del simbolismo del horizonte epistemológico del conocimiento, éste permaneció como un enfoque puramente metodológico en la formulación de hipótesis. La cosmología actual, por ejemplo, ha recuperado la idea de una correspondencia matemática entre microcosmos y macrocosmos a través de la teoría de Bohm.

Curva de Koch o el fractal «copo de nieve»

En el campo matemático, el estudio de Benoît Mandelbrot sobre los fractales ha vuelto a proponer el modelo holístico de repetición de patrones, es decir, del mismo paradigma holográfico, tanto en el macro como en el microcosmos: al ser objetos geométricos dotados de homotecia interna, los fractales repiten su forma de la misma manera en diferentes escalas, por lo que la ampliación de cualquier parte produce una figura similar a la original, debido a la característica conocida como autosemejanza o autosimilitud. En este sentido, debemos al sueco Helge von Koch la descripción de una de las primeras figuras fractales, a principios del siglo XX.